# Мост (Мокроног–Требелно)
Мост (словен. Most) — поселення в общині Мокроног-Требелно, регіон Південно-Східна Словенія, Словенія.